# Joaquim Pires
Joaquim Pires är en kommun i Brasilien.   Den ligger i delstaten Piauí, i den nordöstra delen av landet, 1 500 km norr om huvudstaden Brasília. Antalet invånare är 13 822.
Omgivningarna runt Joaquim Pires är huvudsakligen savann. Runt Joaquim Pires är det glesbefolkat, med 17 invånare per kvadratkilometer.